# BV Langendreer 07
BV Langendreer 07 is een Duitse voetbalclub uit Langendreer, een stadsdeel van Bochum, Noordrijn-Westfalen.

## Geschiedenis
De club werd in augustus 1907 opgericht als Fussball-Club Preußen 07 Langendreer, toen Langendreer nog een zelfstandige gemeente was. Aanvankelijk was de club nog niet aangesloten bij de West-Duitse voetbalbond en speelde enkel vriendschappelijke wedstrijden. In 1910 sloten de jeugdgroepen van Langendreerer Fußball-Club 04 zich bij de club aan, die daarop de naam wijzigde in Ballspiel Verein Langendreer 07. In 1913 sloot de club zich bij de West-Duitse bond aan en begon te spelen in de reguliere competitie.
In 1954 promoveerde de club naar de Landesliga Westfalen, de derde klasse. Hier trof de club plaatselijke rivaal SV Langendreer 04.Na twee jaar moest de club een stap terugzetten toen de Verbandsliga als derde klasse werd ingevoerd en de club zich hier niet voor plaatste. De club zakte weg in de anonimiteit en speelt tegenwoordig in de laagste reeksen.